# Arcangelo Tadini
Arcangelo Tadini (Verolanuova, 12 ottobre 1846 – Botticino, 20 maggio 1912) è stato un presbitero italiano, fondatore delle Suore Operaie della Santa Casa di Nazareth. È stato beatificato il 3 ottobre 1999 da Giovanni Paolo II e canonizzato il 26 aprile 2009 da Benedetto XVI.

## Biografia

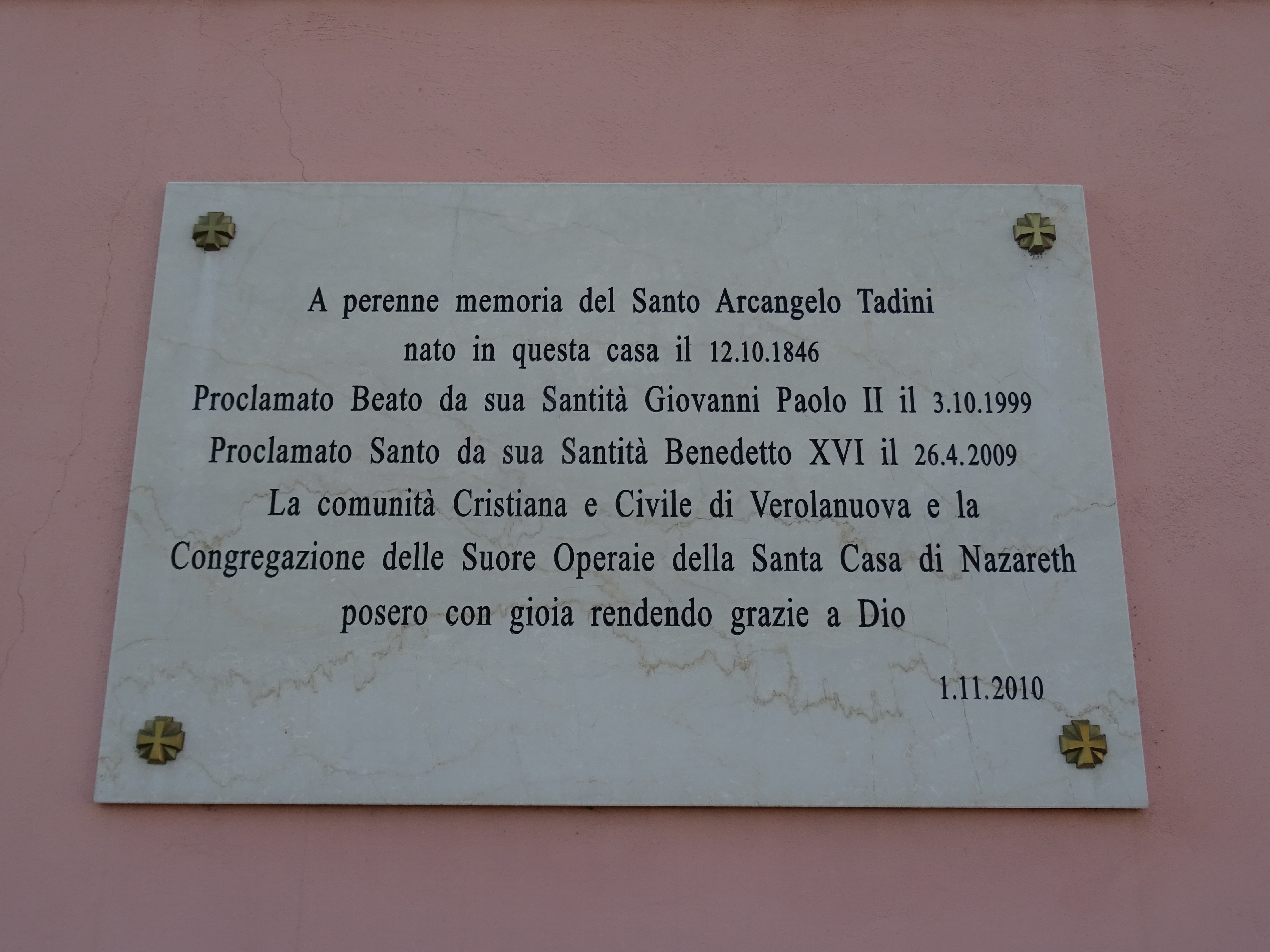
Targa sulla casa natale a Verolanuova

Entrò presto nel seminario di Brescia, dove si trovava già uno dei suoi fratelli. Fu ordinato sacerdote nel 1870 da Benedetto Riccabona. Il suo primo incarico fu quello di vicario cooperatore della parrocchia di Lodrino (BS); in paese, fu incaricato dell'insegnamento ai ragazzi, nella scuola comunale. A perenne ricordo della sua testimonianza, la comunità lodrinese ha voluto intitolare a Don Arcangelo il nuovo complesso scolastico (5 marzo 2000).
Fu poi fu cappellano presso il santuario di Santa Maria della Noce a Brescia. Infine venne inviato a Botticino, dove fu parroco con il titolo di arciprete.
Era l'epoca della rivoluzione industriale e Arcangelo, leggendo l'enciclica Rerum novarum di papa Leone XIII, conobbe le difficoltà fisiche e morali della classe operaia.
Con il suo patrimonio personale, costruì una filanda e una casa per i lavoratori. Nel frattempo, fondò l'associazione di mutuo soccorso operaio, che forniva assistenza ai lavoratori in caso di malattia o di infortunio, e la congregazione delle Suore Operaie della Santa Casa di Nazareth, la cui missione era quella di lavorare con gli operai per fornire loro l'istruzione e sostegno morale.

## Il miracolo per la beatificazione
Carmela Berardi, appartenente alle Suore operaie della Santa Casa di Nazareth, era stata colpita in giovane età da tubercolosi polmonare bilaterale che le aveva danneggiato le corde vocali, rendendola afona per sette anni. In occasione della riesumazione della salma del Servo di Dio Arcangelo Tadini, l'11 marzo 1943, alla presenza delle altre suore operaie, la superiora generale invitò suor Carmela a inginocchiarsi e pregare il Miserere. Appena ebbe aderito alla richiesta, la Berardi cominciò a parlare a voce alta, e da quel momento sparirono anche i danni della tubercolosi. La Consulta Medica, nel dicembre del 1998, giudicò la guarigione scientificamente inspiegabile, e il 23 marzo 1999 il Congresso dei Teologi la dichiarò ottenuta grazie all'intercessione del Tadini. Il 21 giugno 1999 papa Giovanni Paolo II promulgò il decreto sul miracolo, e il 3 ottobre 1999 celebrò il rito della beatificazione.

## Il miracolo per la canonizzazione
Per la canonizzazione del beato Arcangelo Tadini, la Chiesa cattolica ha ritenuto miracoloso il concepimento di un figlio, avvenuto nel 2004, da parte di Elisabetta Fostini e Roberto Marazzi, una coppia sterile secondo la medicina.
I due coniugi, sposatisi nel 2000, non riuscendo ad avere figli in modo naturale, si erano rivolti ai medici e, dopo le opportune analisi, erano stati dichiarati entrambi sterili dal punto di vista scientifico.
Scartata la fecondazione artificiale, perché contraria al loro modo di pensare, avevano pensato anche alla possibilità di un'adozione.
Cominciarono però prima a chiedere a Dio il miracolo di un figlio, prima recandosi a Međugorje, poi domandando l'intercessione del beato Arcangelo Tadini, dopo avere conosciuto le Suore Operaie della Santa Casa di Nazareth, congregazione fondata dal religioso. Avevano saputo infatti di altre coppie che avevano concepito un figlio dopo aver invocato il beato Tadini.
Il 6 dicembre 2004 Elisabetta seppe, con gioia e stupore, di essere incinta. Nell'agosto 2005 nacque Maria; cinque mesi dopo la donna seppe di essere di nuovo incinta, e al secondo figlio fu dato il nome Giovanni.
Entrambi i figli sono sani e normali.
Il caso, dopo il processo diocesano, fu sottoposto alla Congregazione per le Cause dei Santi che promulgò il decreto sul miracolo, dichiarando che quanto si era verificato non poteva essere spiegato dal punto di vista scientifico.
Nel Martirologio Romano la memoria liturgica del beato Arcangelo Tadini è stata fissata al 20 maggio.